# 川崎市アートセンター

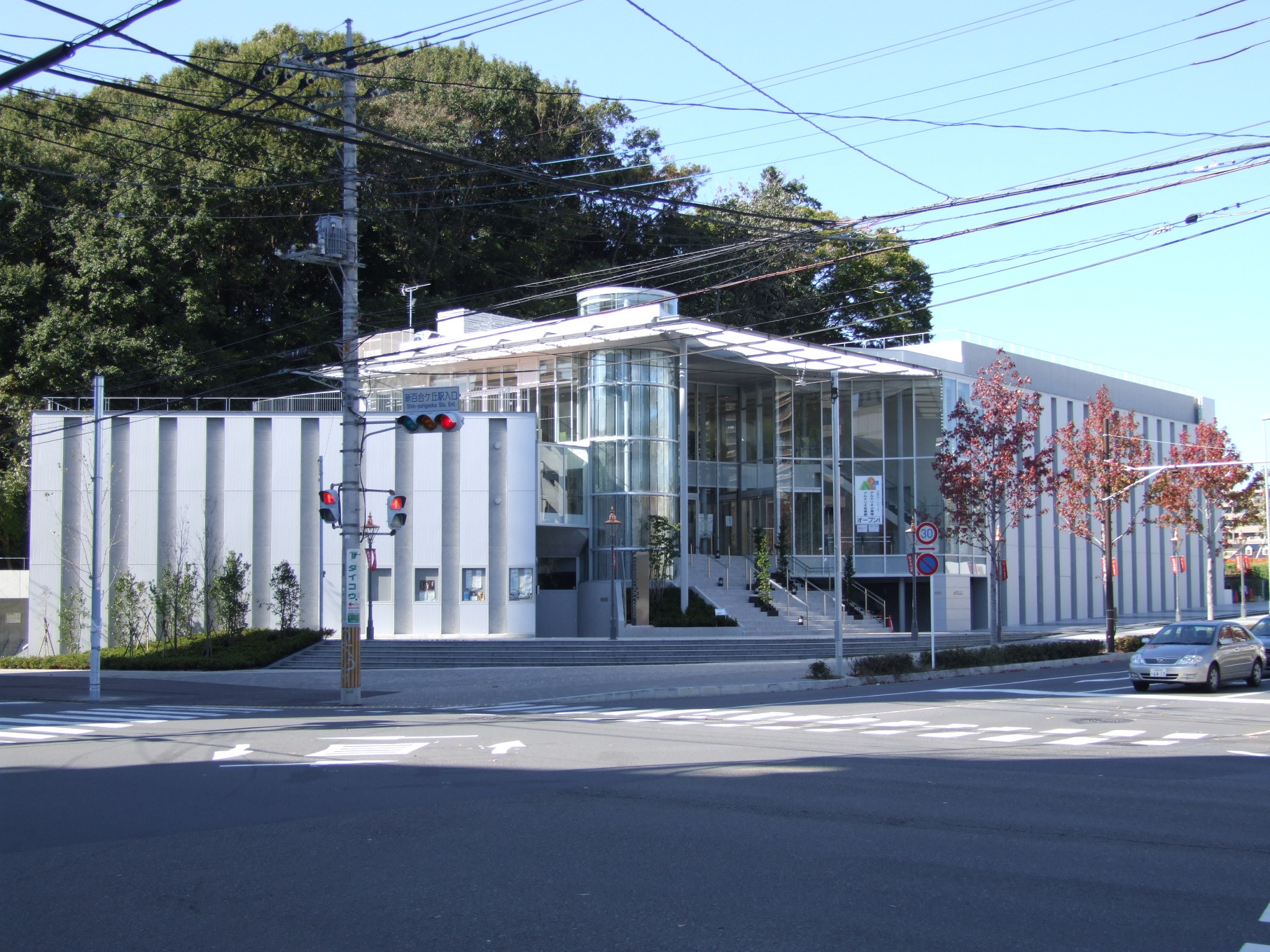
川崎市アートセンター（遠景）

川崎市アートセンター（かわさきし - ）は、神奈川県川崎市麻生区に位置する川崎市立の芸術文化施設である。2007年10月31日開館。建設費は、約10億円。指定管理者制度に基づき、川崎市文化財団グループ（公益財団法人川崎市文化財団、学校法人東成学園、学校法人神奈川映像学園の共同事業体）が、管理・運営を行っている。

## 概要
川崎市は、小田急小田原線新百合ヶ丘駅付近を「しんゆり・芸術のまち」と位置づけており、この施設は、これまで行ってきた芸術のまちづくりを継承し、さらに発展されることを基本理念とし設置される。
館内には、195席(最大214席)の劇場「アルテリオ小劇場」と113席の映像ホール「アルテリオ映像館」（ミニシアター）のほか、工房や映像編集室などを備える。「アルテリオ」とは、イタリア語で「芸術」という意味の「アルテ(arte)」とスペイン語で「百合」という意味の「リリオ(lirio)」をあわせた造語である。エントランスには、今村昌平氏が「カンヌ国際映画祭」で受賞した2つのパルム・ドールを常設展示している。

## アクセス
- 小田急線新百合ヶ丘駅北口より徒歩3分